# Цианид золота(III)
Циани́д зо́лота(III) — неорганическое соединение, соль золота и синильной кислоты с формулой {\displaystyle {\ce {Au(CN)3}}}. Растворяется в воде, образует кристаллогидраты — бесцветные кристаллы.

## Получение
- Взаимодействием тетрацианоауратов щелочных металлов кремнефтористоводородной кислотой:

{\displaystyle {\ce {2 K[Au(CN)4] + H2[SiF6] -> 2 Au(CN)3 + K2[SiF6] + 2 HCN}}}.

## Физические свойства
Цианид золота(III) образует кристаллогидраты состава {\displaystyle {\ce {Au(CN)3.n H2O}}}, где n = 1, 5, 3 и 6.
Растворяется в воде, этаноле, диэтиловом эфире.
Чрезвычайно ядовит.

## Химические свойства
С цианидами щелочных металлов образует тетрацианоаураты:
{\displaystyle {\ce {Au(CN)3 + KCN -> K[Au(CN)4]}}}.
При нагревании до 50 °С разлагается с выделением цианида золота(I).